# تپه قلعه کهنه گل تپه سفلی
تپه قلعه کهنه گل تپه سفلی در شهرستان دیواندره، بخش مرکزی، روستای گل تپه سفلی واقع شده و این اثر در تاریخ ۲۴ فروردین ۱۳۸۲ با شمارهٔ ثبت ۸۰۲۱ به‌عنوان یکی از آثار ملی ایران به ثبت رسیده‌است.